# Eagle River, Wisconsin
Eagle River là một thành phố thuộc quận Vilas, tiểu bang Wisconsin, Hoa Kỳ. Năm 2000, dân số của thành phố này là 1443 người.